# Amphiprion rubrocinctus
Espèce
Amphiprion rubrocinctus est une espèce de poissons osseux de la famille des pomacentridés. Cette espèce est présente sur les côtes d'Australie Occidentale et mesure jusqu'à 12 cm.